# Liste von Brückeneinstürzen

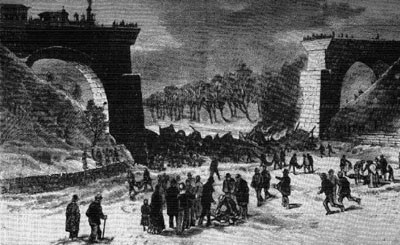
Eingestürzte Eisenbahnbrücke bei Lisadian, Nordirland, 1859

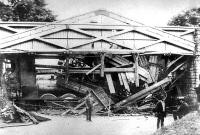
Brückeneinsturz in Wootton, GB, 11. Juni 1861

In der Liste von Brückeneinstürzen sind Ereignisse zusammengestellt, die durch die Größe des Bauwerks oder schwerwiegende Folgen bekannt wurden.

## Einsturzursachen
Als Ursachen kommen Naturkatastrophen, Kollisionen mit Fahrzeugen, Konstruktionsfehler, Materialfehler, Überbelastung, Sabotageakte oder militärische Einwirkungen in Betracht. Brückeneinstürze sind heute sehr seltene Ereignisse, da diese Bauwerke in der Regel systematisch überwacht werden müssen. Allerdings gab es Zeiten und Staaten, in denen das nicht so war. In den USA waren am Ende des 19. Jahrhunderts einstürzende Eisenbahnbrücken ein relativ häufiges Ereignis. In der Zeit zwischen 1878 und 1895 sind mehr als 500 derartige Vorkommnisse verzeichnet, das heißt, dass das öfter als alle zwei Wochen geschah.

## Liste

### Bis 1800
| Bauwerk, Ort                   | Datum             | Bauart, Nutzungsart | Ursache                                         | Tote/ Verletzte | Sachschaden                                                                                          | Anmerkungen |
| ------------------------------ | ----------------- | ------------------- | ----------------------------------------------- | --------------- | --- | --- |
| Frankfurter Mainbrücke, D      | 1306              | Steinbogenbrücke    | Hochwasser und Eisgang                          | 10/?            | Brücke Totalschaden, Einsturz beider Brückentürme                                                    | Einsturz, während sehr viele Menschen auf der Brücke standen |
| Judithbrücke, Prag, CZ         | 03. Februar 1342  | Steinbogenbrücke    | Hochwasser                                      | ?/?             | Totalschaden                                                                                         | Vorläuferin der Karlsbrücke, das Hochwasser trat wenige Monate vor dem Magdalenenhochwasser auf |
| Frankfurter Mainbrücke, D      | 22. Juli 1342     | Steinbogenbrücke    | Hochwasser (siehe Artikel Magdalenenhochwasser) | ?/?             | Einsturz von 6 Bögen am Sachsenhäuser Brückenende, der Brückenkapelle und des südlichen Brückenturms | Das Magdalenenhochwasser war die bis heute schlimmste Flutkatastrophe in der Geschichte der Südhälfte Mitteleuropas, von Köln bis Wien wurden zahlreiche Brücken, Häuser oder sogar Stadtbefestigungen zerstört. |
| Würzburger Mainbrücke, D       | 22. Juli 1342     | Steinbogenbrücke    | Hochwasser (siehe Artikel Magdalenenhochwasser) | ?/?             | Totalschaden                                                                                         | Das Magdalenenhochwasser war die bis heute schlimmste Flutkatastrophe in der Geschichte der Südhälfte Mitteleuropas, von Köln bis Wien wurden zahlreiche Brücken, Häuser oder sogar Stadtbefestigungen zerstört. |
| Breslauer Sandbrücke, D        | 1423              | hölzerne Brücke     | Überbelastung                                   | ?/?             | Totalschaden                                                                                         | Einsturz während einer Prozession |
| Rialtobrücke, Venedig, I       | 1444              | Holzbrücke          | Überbelastung                                   | ?/?             | Brücke Totalschaden                                                                                  | Einsturz als während einer Bootsparade (anlässlich der Hochzeit des Herzogs von Ferrara) zu viele Personen auf der Brücke sind                                                                                   |
| Rialtobrücke, Venedig, I       | 1524              | Holzbrücke          | Überbelastung (?)                               | ?/?             | Brücke Totalschaden                                                                                  | Wiederaufbau als Steinbrücke (1591 abgeschlossen) |
| Pons Aemilius, Rom, I          | 24. Dezember 1598 | Steinbrücke         | Hochwasser                                      | ?/?             | Brücke Totalschaden                                                                                  | Über die Jahrhunderte schon durch Tiberüberflutungen mehrfach schwer beschädigt. 1853 provisorisch wiederhergestellt und 1886–1890 durch den Ponte Palatino ersetzt. Nur ein Bogen steht heute noch.             |
| Ludwigsbrücke (München), D     | 05. August 1633   | Holzbrücke          | Hochwasser                                      | ?/?             | Totalschaden                                                                                         | zahlreiche Zuschauer ertrunken, verletzt |
| Pont Saint-Bénézet, Avignon, F | 1668              | Steinbogenbrücke    | Flut                                            | ?/?             | Brücke Totalschaden                                                                                  | Über die Jahrhunderte schon waren einzelne Bögen der Brücke durch Flut beschädigt oder zerstört worden. Nur vier Bögen stehen heute noch.                                                                        |

### 19. Jahrhundert
| Bauwerk, Ort                                                   | Datum                  | Bauart, Nutzung der Brücke                                         | Ursache | Tote/Verletzte               | Sachschaden | Anmerkungen |
| -------------------------------------------------------------- | ---------------------- | ------------------------------------------------------------------ | --- | ---------------------------- | --- | --- |
| Ponte das Barcas in Porto, Portugal                            | 29. März 1809          | Pontonbrücke (Schiffbrücke)                                        | Flucht der Einwohner vor Soldaten führt zur Überlastung                                                                                    | 4000/?                       | Brücke gerissen | |
| Murbrücke mit Steinpfeiler von 1752, Graz, A                   | 1813                   |                                                                    | Steinpfeiler | ?                            | | Steinpfeiler von 1752 |
| Ludwigsbrücke (München), D                                     | 13. September 1813     | Steinbogenbrücke                                                   | Steinpfeiler unterspült | 100/?                        | Brückenteil über kleine Isar Totalschaden                                                                            | Steinpfeiler 1725 errichtet |
| Saalebrücke in Nienburg (Saale), D                             | 06. Dezember 1825      | Schrägkettenbrücke                                                 | Überbelastung durch Fest auf einer Brückenhälfte mit 350 Menschen                                                                          | 55/?                         | Einsturz einer Brückenhälfte, später Abriss der intakten Hälfte                                                      | erste deutsche Kettenbrücke; die nächsten 125 Jahre wird in Deutschland keine Schrägseilbrücke mehr gebaut                                                                                  |
| überdachte Holzjochbrücke, Graz, A                             | 1827                   |                                                                    | | ?                            | Jahrhunderthochwasser                                                                                                | [ 2 ] |
| Broughton Suspension Bridge in Greater Manchester, GB          | 12. April 1831         | Hängebrücke, Kettenbrücke                                          | Resonanzkatastrophe | 0/20                         | Brücke Totalschaden                                                                                                  | Marschierende Soldaten verursachten Resonanz; tragende Kette war mit nur einem, dadurch überlasteten Bolzen rückverankert                                                                   |
| Yarmouth Bridge in Great Yarmouth, GB                          | 02. Mai 1845           | Hängebrücke, Kettenbrücke                                          | Überbelastung | 79/?                         | | Menschenmenge beobachtet schwimmendes Objekt; beim Seitenwechsel reißen Ketten der Südseite                                                                                                 |
| Eisenbahnbrücke über den Medway bei Tonbridge, Kent, GB        | 20. Januar 1846        | Hölzerne Brücke                                                    | Durch Hochwasser beschädigt | 1/0                          | Brücke unbrauchbar; Güterzug                                                                                         | Ältester schwerer Eisenbahnunfall durch Brückeneinsturz |
| Dee Bridge in Chester, GB                                      | 24. Mai 1847           | Gusseiserne Balkenbrücke                                           | Überbelastung durch Personenzug; fehlerhafte Konstruktion / falsche Materialauswahl                                                        | 5/16                         | Eine von zwei Fahrbahnen unbrauchbar; Personenzug                                                                    | Die erst 6 Monate alte Brücke brach ohne erkennbaren Grund zusammen. Verschiedene Fachleute sahen daher Gusseisen wegen seiner Material-Eigenschaften als ungeeignet zu Bau von Brücken an. |
| Hängebrücke von Angers, Frankreich                             | 16. April 1850         | Hängebrücke über den Fluss Maine                                   | Resonanz infolge Sturm, verstärkt durch marschierende Soldaten, überlastet korrodierte Rückverankerung                                     | 226/?                        | Brücke Totalschaden                                                                                                  | Führte praktisch zum Stopp des Baus weiterer Seil-Hängebrücken in Frankreich und der Schweiz                                                                                                |
| Wheeling Suspension Bridge, in Wheeling, West-Virginia, USA    | 17. Mai 1854           | Hängebrücke                                                        | Sturm verursacht Schwingungen und Verdrehungen des Brückendecks                                                                            | 0/0                          | zerstörtes Brückendeck                                                                                               | Brücke wurde repariert, später mehrfach verstärkt |
| Löbau, Sachsen / Deutschland                                   | 01. Januar 1855        | Steinbogen-Viadukt, Eisenbahnbrücke                                | unbekannt | 0/0                          | Brückenpfeiler zerfiel und stürzte ein, Brückengewölbe und angrenzender Pfeiler gaben ebenfalls nach                 | Brücke zum Großteil abgetragen, Ersatzneubau bis 1856 (Löbauer Viadukt) |
| Desjardins-Kanalbrücke, Kanada                                 | 12. März 1857          | Holz-Drehbrücke, Eisenbahnbrücke                                   | Entgleisender Zug bringt Brücke zum Einsturz                                                                                               | 59/?                         | Brücke zerstört | |
| Lisadian, Irland                                               | 25. Januar 1859        | Steinbogenbrücke der Ulster Railway                                | Konstruktionsfehler | 0/0                          | Einsturz der beiden mittleren von vier Bögen                                                                         | [ 4 ] |
| Brücke von Wootton, GB                                         | 11. Juni 1861          | gusseiserne Brücke                                                 | unter Last eines Güterzuges Pfeiler gebrochen                                                                                              | 2/0                          | Brücke Totalschaden; Güterzug (Lok durchgebrochen; Waggons aufgeschoben)                                             | Schwächung durch unsachgemäße Reparatur wird angenommen |
| Wiener Donaubrücken, Wien, A                                   | 1862                   |                                                                    | Zerstört durch Hochwasser | ?                            | Brücke Totalschaden?                                                                                                 | [ 6 ] |
| Brücke über den Beult bei Staplehurst, England                 | 09. Juni 1865          | Gusseiserne Eisenbahnbrücke                                        | Zugentgleisung auf der Brücke wegen ungesicherter Baustelle                                                                                | 10/40                        | Brücke Totalschaden                                                                                                  | Bei diesem Eisenbahnunfall von Staplehurst befand sich der Schriftsteller Charles Dickens im Zug.                                                                                           |
| Eisenbahnbrücke über den Pruth in Czernowitz                   | 04. März 1868          | Eisen-Fachwerkbrücke                                               | Mangelnde Unterhaltung? | 1+/2+                        | Einer von vier Auflegern zerstört                                                                                    | Einsturz unter einem darüber fahrenden gemischten Zug |
| Ashtabula-Flussbrücke, Ohio, USA                               | 29. Dezember 1876      | schmiedeeiserne Fachwerkbrücke                                     | möglicherweise Ermüdung gusseiserner Elemente                                                                                              | 85/63                        | Brücke Totalschaden; zwei Lokomotiven und 11 Wagen abgestürzt                                                        | abgestürzte Wagen fangen Feuer; dies schmilzt das Eis des Ashtabula-Flusses und lässt diese versinken                                                                                       |
| Firth-of-Tay-Brücke, zwischen Edinburgh und Dundee, Schottland | 28. Dezember 1879      | Balkenbrücke, Stahlfachwerk auf Gusseisenpfeilern, Eisenbahnbrücke | unzureichende Berücksichtigung der Windlast, mangelhafte Ausführung, Einsturz bei Überfahrt eines Zuges im Sturm                           | 75/0                         | Brücke unbrauchbar, Träger zum Teil wiederverwendet, Zug schwer beschädigt                                           | Ballade Die Brück’ am Tay. |
| Brücke von Cuautla, Mexiko                                     | 22. oder 24. Juni 1881 | Eisenbahnbrücke                                                    | Fundamente unterspült | 200/40                       | Brücke zerstört | Ein Zug stürzte ab, als er die Brücke befuhr. Dies war der bis dahin weltweit schwerste Eisenbahnunfall.                                                                                    |
| Des Moines River-Brücke, Iowa, USA                             | 06. Juli 1881          | Eisenbahnbrücke, Holzkonstruktion                                  | Unterspülte Brückenfundamente | 2/0                          | Teileinsturz der Brücke; Lokomotive stürzt ab.                                                                       | Die damals 17-jährige Kate Shelley (Catherine Shelley) (1865–1912) verhindert, dass ein folgender Reisezug ebenfalls abstürzt – diese Tat wird Teil der US-amerikanischen Nationalfolklore. |
| Brücke von Chillón, Spanien                                    | 27. April 1884         | Holz- und Stahl-Eisenbahnbrücke                                    | Die Brücke wurde angesägt. | 59/56                        | Brücke teilbeschädigt                                                                                                | Ein Zug stürzte ab, als er die beschädigte Brücke befuhr. |
| Kettenbrücke in Mährisch Ostrau, Königreich Böhmen             | 15. September 1886     | Holz- und Stahlbrücke                                              | Resonanzkatastrophe: Resonanzschwingungen durch eine im Gleichschritt marschierende militärischen Einheit brachten die Brücke zum Einsturz | 6/?                          | Brücke Totalschaden                                                                                                  | zu Tode kamen auch zwei Pferde |
| Chatsworth, Illinois, USA                                      | 10. August 1887        | Holzfachwerkbrücke                                                 | Durch Buschbrand beschädigte Brücke stürzt bei Überfahrt eines Zuges ein.                                                                  | 81/?                         | Brücke Totalschaden                                                                                                  | |
| Birsbrücke bei Münchenstein, Schweiz                           | 14. Juni 1891          | Stahlfachwerkbrücke, Eisenbahnbrücke                               | Konstruktionsfehler bei Verstärkung der Brücke, unzureichende Beseitigung von Hochwasserschäden                                            | 73/171                       | Brücke Totalschaden; 2 Loks und 6 Wagen abgestürzt, ein weiterer Wagen auf dem linken Widerlager der Brücke zerstört | Ursprüngliche Brücke errichtet vom Unternehmen Alexandre Gustave Eiffel; schwerster Eisenbahnunfall in der Schweiz                                                                          |
| Limmer Brücke, Hannover, D                                     | 04. Juli 1895          | Holzbrücke                                                         | | 1/0                          | Brücke Totalschaden                                                                                                  | |
| Point-Ellice-Brücke, Victoria, British Columbia, Kanada        | 26. Mai 1896           |                                                                    | überladene Straßenbahn bringt mittleres Segment zum Einsturz, Bauweise und Ausführung schwach                                              | ca. 55/? (Angaben variieren) | Mittelsegment eingestürzt; Straßenbahn abgestürzt                                                                    | |
| Max-Joseph-Brücke, München, D                                  | 13. September 1899     | Eisenfachwerkbrücke, Straßenbrücke                                 | Jahrhunderthochwasser | ?/?                          | Brücke Totalschaden                                                                                                  | ersetzt durch Dreigelenkbogen aus Muschelkalkstein |
| Luitpoldbrücke (München), D                                    | 14. September 1899     | Dreigelenkbogen-Eisenbrücke, Straßenbrücke                         | Jahrhunderthochwasser | ?/?                          | Brücke Totalschaden                                                                                                  | ersetzt durch Dreigelenkbogen aus Muschelkalkstein |

### 20. Jahrhundert
| Bauwerk, Ort                                                                                         | Datum                        | Bauart, Nutzungsart                                                                      | Ursache | Tote/ Verletzte     | Sachschaden | Anmerkungen |
| --- | ---------------------------- | ---------------------------------------------------------------------------------------- | --- | ------------------- | --- | --- |
| Peenebrücke Demmin, D                                                                                | 15. Mai 1900                 | Eisenbahnbrücke                                                                          | Überlastung bei Umbauarbeiten | 1/min. 5            | Brücke Totalschaden                                                                                                  | Die Brücke sollte aufgrund des zunehmenden Gewichts der eingesetzten Lokomotiven verstärkt werden. Die Umbauarbeiten dazu waren im Gange. Ein Ersatzneubau erfolgte. |
| Eisenbahnbrücke bei Eden, Colorado, USA                                                              | 07. August 1904              | Eisenbahnbrücke                                                                          | Sturzflut in einem Wadi reißt eine Brücke unter einem Zug weg. | 111/?               | Brücke zerstört, Zug verunfallt                                                                                      | |
| Québec-Brücke, Kanada                                                                                | 29. August 1907              | Auslegerbrücke, Stahlfachwerk, Eisenbahnbrücke                                           | keine Festigkeitsberechnung mit tatsächlichem Gewicht (3600 t über Vorentwurfsplanung): unterdimensioniert, Einsturz beim Bau | 74/11               | Brücke Totalschaden                                                                                                  | |
| Kloerbrücke bei Zingst, D                                                                            | 31. Dezember 1913            | Eisenbahnbrücke                                                                          | Unwetterfolge (Sturmflut) | 0/0                 | Brücke zerstört | Ersatzneubau bis 1917 |
| Carrbridge, Schottland                                                                               | 15. Juni 1914                | Gemauerte Steinbrücke, Eisenbahnbrücke                                                   | Nach einem Wolkenbruch bildete sich durch eine einstürzende Straßenbrücke und Geröll oberhalb der Eisenbahnbrücke ein Damm. Als dieser brach, zerstörten die zu Tal stürzenden Gesteins- und Schlammmassen die Eisenbahnbrücke der Highland Main Line, über die gerade ein Zug fuhr. Ein Personenwagen stürzte ab und wurde zermalmt. | 5/?                 | Brücke Totalschaden                                                                                                  | |
| Québec-Brücke, Kanada                                                                                | 11. September 1916           | Auslegerbrücke, Stahlfachwerk, Eisenbahnbrücke                                           | Montagefehler; Einsturz beim Bau | 11/?                | Mittelsektion abgestürzt                                                                                             | Absturz beim Einheben der Mittelsektion |
| Gottéron-Brücke, Freiburg im Üechtland, CH                                                           | 09. Mai 1919                 | Straßenbrücke                                                                            | | 1/?                 | Teileinsturz der Hängebrücke                                                                                         | durch einen überladenen Lastwagen |
| Oderbrücke Gartz, D                                                                                  | 19. September 1926           | Stabbogenbrücke aus Beton, Straßenbrücke                                                 | Einsturz beim Bau | ?/?                 | Pfeiler gab nach | zwei Felder zerstört |
| Parthebrücke Leipzig-Thekla, D                                                                       | 15. November 1926            | Straßenbrücke                                                                            | Einsturz durch Überlastung bei Bauarbeiten | 0/0                 | Totaleinsturz | Brücke stürzte bei Straßenbauarbeiten während der Überfahrt mit einer Dampfwalze ein |
| Melanbogenbrücke, Sankt Augustin-Menden, D                                                           | 08. Dezember 1928            | Straßenbrücke                                                                            | Einsturz beim Bau, Nicht-Berücksichtigen des Gewichts der Verschalung, ungleichmäßiges Einbringen des Betons | 1/?                 | | [ 12 ] |
| Brückenkatastrophe in Koblenz, D                                                                     | 22. Juli 1930                | Pontonbrücke, Fußgängerbrücke                                                            | Überbelastung | 38 Tote             | Brücke Totalschaden, Abriss der Stützlager                                                                           | Der Unfall ereignete sich nach den nationalen Feierlichkeiten zum Ende der alliierten Rheinlandbesetzung |
| Wurgwitz (Sachsen), D                                                                                | 04. November 1935            | Fachwerkbrücke                                                                           | Überlastung | nur Sachschaden     | Brücke Totalschaden, Neuaufbau                                                                                       | Ein Untergurt der Brücke ist während des Passierens eines Zuges mit Vorspann-Lokomotive wegen Überlastung gebrochen, daraufhin ein Fachwerk-Segment der Brücke zerbrochen und ein Pfeiler aus seinem Fundament gerissen. |
| Appomatox-Flussbrücke, Hopewell, Virginia, USA                                                       | 22. Dezember 1935            | Zugbrücke                                                                                | Bus fährt über geöffnete Zugbrücke | 14/?                | Autobus | |
| Upper Steel Arch Bridge, Niagara Falls, USA/Kanada                                                   | 27. Januar 1938              | Stahlbogenbrücke                                                                         | Hochwasser und Eisgang | 0/0                 | Brücke Totalschaden                                                                                                  | Eisgang zerstörte Kämpfer |
| Sandöbron, Kramfors, Schweden                                                                        | 31. August 1939              | Beton-Bogenbrücke                                                                        | Einsturz beim Bau | 18/?                | Totalverlust des Haupt-Spannfelds                                                                                    | Brücke 1943 fertiggestellt und bis 1964 längste Beton-Bogenbrücke der Welt |
| Tacoma-Narrows-Brücke, Washington, USA                                                               | 07. November 1940            | Hängebrücke, Straßenbrücke                                                               | besonders schlanke Gestaltung führte über niedrige Steifigkeit bei Starkwind zu selbsterregter Schwingung, Hänger rissen, ein Teil des Fahrbahnträgers stürzte ab. | 0/0                 | Brücke und 2 Pkw Totalschaden (Brücke war gesperrt)                                                                  | Spitzname „Galloping Gertie“, 4 Monate von Eröffnung bis Einsturz, Schwingen und Brechen wurden gefilmt. Seither werden Brückenmodelle im Windkanal dynamisch getestet. |
| Rheinbrücke Frankenthal, D                                                                           | 12. Dezember 1940            | Autobahnbrücke                                                                           | Schiefstellung einer Hilfsstütze | 30/?                | ein Feld Totalschaden                                                                                                | Einsturz bei der Montage im Freivorbau |
| Chesapeake City-Brücke, Maryland, USA                                                                | 28. Juli 1942                | Autobrücke, senkrechte Zugbrücke                                                         | Tanker Franz Klasen rammt die Pfeiler | ?/?                 | Hauptsegment Totalschaden                                                                                            | 1949 durch hohe Bogenbrücke ersetzt |
| Hindenburgbrücke über den Rhein, Köln, D                                                             | 28. Februar 1945             | Straßen-Hängebrücke                                                                      | Reparaturarbeiten nach Kriegsschäden, Überbelastung | ?/?                 | Brücke Totalschaden                                                                                                  | 1948 durch Neubau ersetzt |
| Ludendorff-Brücke über den Rhein, Remagen, D                                                         | 17. März 1945                | Eisenbahn-Fachwerkbrücke                                                                 | Vorschädigung durch Kampfhandlungen (Zweiter Weltkrieg); Überbelastung | 28/93               | Brücke Totalschaden                                                                                                  | Strompfeiler entfernt, Brückentürme denkmalgeschützt, Neubau geplant, nicht realisiert |
| Brücke der Thailand-Burma-Eisenbahn, Konkoita, Thailand                                              | 01. Februar 1947             | Holzbrücke                                                                               | abgebrannt | 2/?                 | Draisine stürzt ab, Brücke zerstört                                                                                  | Bei dem Unfall kommt der thailändische Verkehrsminister Momluang Kri Detchatiwong ums Leben. |
| Behelfsbrücke Neuwied, D                                                                             | Winter 1947                  | Straßenbrücke Holzkonstruktion                                                           | Einsturz durch Treibeis | ?/?                 | Totalschaden | |
| Rio-Cãcetibu-Brücke bei Tanguá, Brasilien                                                            | 06. April 1950               | Eisenbahnbrücke                                                                          | Bei Starkregen unterspülte Fundamente | 110/40              | Brücke zerstört, Zug stürzt ab                                                                                       | |
| Altenlingener Kanalbrücke, Lingen, D                                                                 | 06. April 1951               | Straßenbrücke                                                                            | Zusammenbruch einer für 40 Tonnen ausgelegten Bailey-Brücke unter dem Gewicht eines 60 Tonnen wiegenden Schwertransports | 0/0                 | Brücke zerstört, Schwertransport stürzt in den Dortmund-Ems-Kanal                                                    | |
| Fußgängerbrücke im Bahnhof Harrow and Wealdstone, London, GB                                         | 08. Oktober 1952             | Fußgängerbrücke, Bahnüberführung                                                         | Zusammenstoß von drei Personenzügen, wobei einer die Brücke rammt; teilweiser Einsturz Fußgängerbrücke | 112/340             | | größter Eisenbahnunfall in Großbritannien in Friedenszeiten |
| Tangiwai-Eisenbahnbrücke, Neuseeland                                                                 | 24. Dezember 1953            | Eisenbahnbrücke                                                                          | durch einen Lahar (Schlammlawine) des Vulkans Mount Ruapehu weggerissen worden | 151 Tote            | Brücke Totalschaden                                                                                                  | Eisenbahnunfall von Tangiwai |
| Kettensteg in Schwäbisch Hall, D                                                                     | 19. Juni 1954                | Fußgängerbrücke                                                                          | Überlastung bei Großveranstaltung | 2/84–115            | Totaleinsturz | Die Brücke war nur für 30 Personen freigegeben. Als bei einer Großveranstaltung rund 200 Personen auf ihr standen, stürzte diese ein. Sie wurde zunächst durch eine Behelfskonstruktion, dann 1960 durch den Epinalsteg (aus Spannbeton) ersetzt.                                                                                              |
| Eisenbahnbrücke bei Fabrica, Philippinen                                                             | 02. September 1954           | Holzbrücke                                                                               | Zug entgleist auf Brücke und bringt sie zum Einsturz | 82/?                | Brücke zerstört | |
| Brücke No. 229, Andhra Pradesh, Indien                                                               | 02. September 1956           | Stahl-Fachwerk-Eisenbahnbrücke                                                           | Bei Starkregen unterspülte Fundamente | mind. 117/?         | Brücke zerstört, Zug stürzt ab                                                                                       | |
| Peace-River-Brücke, British Columbia, Kanada                                                         | 16. Oktober 1957 (UTC)       | Hängebrücke, 1943 im Zweiten Weltkrieg errichtet                                         | Verankerungsblock eines Kabels gab nach(?), laut Film: Stahl-Gitter-Träger und kleiner Stahlpfeiler knickte | 0/0                 | Brücke Totalschaden (?), laut Film: Tragseile bleiben bestehen                                                       | Vor dem Einsturz war die Brücke gesperrt worden |
| Eisenbahnüberführung Lewisham, London, GB                                                            | 04. Dezember 1957            | Eisenbahnbrücke                                                                          | Im Nebel stoppt ein Zug. Der nachfolgende überfährt Vor- und Stoppsignale, fährt auf, entgleist und reißt die Brücke weg. | 90/173              | Die Brücke wird vollständig zerstört.                                                                                | Ein Zug, der ebenfalls über die Überführung hätte fahren sollen, bremst, hängt zuletzt ein Stück in die Lücke hinein, stürzt jedoch nicht ab. |
| Autobahnbrücke Salzburg Hagenau, Bezirk Salzburg-Umgebung, A                                         | 13. August 1959              | Straßenbrücke A1                                                                         | Hochwasser, Treibholz | 0/0                 | Totaleinsturz 1 Seite                                                                                                | Der Fahrer eines vollbesetzten Autobusses zögerte rechtzeitig und rettete so den Insassen das Leben. |
| King Street Bridge, Melbourne, Australien                                                            | 10. Juli 1962                | Flussbrücke                                                                              | Ermüdungsbrüche im Stahl. Einsturz unter einem 47-Tonnen-Sattelschlepper | 0/?                 | ein Segment eingestürzt                                                                                              | |
| General-Rafael-Urdaneta-Brücke in Maracaibo, Zulia, Venezuela                                        | 06. April 1964               | Straßenbrücke                                                                            | Schiffskollision | 7/?                 | zwei Segmente eingestürzt                                                                                            | |
| Draubrücke bei Ferlach, Österreich                                                                   | 04. September 1965           | Straßenbrücke                                                                            | Die Brücke über die Drau wurde bei einem Hochwasser weggerissen | 2/?                 | Völlige Zerstörung                                                                                                   | Ein Zivilist und ein Feuerwehrmann kamen ums Leben. |
| Klappbrücke Heiligenstedten über die Stör, D                                                         | 1966                         | Straßenbrücke                                                                            | Schiffskollision | ?/?                 | | Steg, Brücke, ab 1777 Holzklappbrücke, im Gemeindewappen |
| Tössbrücke in Winterthur, CH                                                                         | 27. Oktober 1966             | Straßenbrücke                                                                            | zu hohe Belastung der Stahlträger | 0/17                | Brücke eingestürzt                                                                                                   | Einsturz des Lehrgerüsts |
| Brücke der Bundesstraße 68 in Wallenhorst, D                                                         | 19. November 1966            | Straßenbrücke                                                                            | bei Betonierarbeiten gab das Lehrgerüst nach | 0/1                 | Brücke eingestürzt                                                                                                   | Einsturz des Lehrgerüsts |
| Bickton-Meadows-Fußgängerbrücke in Hampshire, GB                                                     | 1967                         | Fußgängerbrücke in Segmentbauweise, Stahl und Beton                                      | ohne Anzeichen von Schäden, ohne Belastung spontan eingebrochen | ?/?                 | Brücke | in den 1960er Jahren noch eine zweite ähnliche Brücke mit ähnlichem Vorgang in GB |
| Silver Bridge, Ohio, USA                                                                             | 15. Dezember 1967            | kettenaufgehängte Straßenbrücke                                                          | Gussfehler und Korrosion | 46/9                | Brücke und 37 Fahrzeuge zerstört                                                                                     | |
| West Gate Bridge in Melbourne, Australien                                                            | 15. Oktober 1970             | Straßenbrücke                                                                            | Fehler im strukturellen Design; ungünstige Montagemethode; Einsturz beim Bau | 35/?                | Segment mit 112 Metern Länge zerstört                                                                                | |
| Südbrücke in Koblenz, D                                                                              | 10. November 1971            | Straßenbrücke                                                                            | Brückenhälfte knickt in den Rhein ab | 13/13               | Brücke wurde weitergebaut, rechte Hälfte war nicht betroffen                                                         | Unfall führte zur Neufassung der technischen Regeln über das Beulen von Platten und Schalen |
| Südbrücke in Koblenz, D / Hangbrücke im Laubachtal                                                   | 21. September 1972           | Straßenbrücke                                                                            | Lehrgerüst stürzt ein; Einsturz beim Bau | 6/?                 | Einsturz zwölftes Überfeld                                                                                           | Wiederaufnahme Bauarbeiten November 1973 |
| Stauseebrücke in Zeulenroda (damals DDR), D                                                          | 13. August 1973              | Straßenbrücke                                                                            | Brücke knickte beim Freivorbau ab | 4/?                 | Brücke Totalschaden                                                                                                  | Unfall führte zur Neufassung der TGL über das Beulen von Platten und Schalen |
| Leubas-Brücke in Kempten (Allgäu), D (Leubas-Unglück)                                                | 30. April 1974               | Autobahnbrücke Bundesautobahn 7                                                          | Das Lehrgerüst des Mittelstücks der Brücke stürzte bei Betonierarbeiten ein. | 9/13                | Teileinsturz | Einsturz des Lehrgerüsts |
| Tasman Bridge in Hobart, Australien                                                                  | 05. Januar 1975              | Betonbrücke, Autobahnbrücke                                                              | Erzfrachter Lake Illawarra kollidiert mit Pfeilern | 12/?                | 2 Pfeiler und 3 Segmente der Brücke zerstört; Frachter gesunken, vier Pkw stürzten über die Brückenkante             | Trennung der Stadt Hobart bis zur Neueröffnung der Brücke am 8. Oktober 1977 |
| St. Valentin-Brücke (Valentinbrücke), Graz, A                                                        | 09. Mai 1975                 | Straßenbrücke als Notbrücke/Ersatzbrücke während Abbruch und Neubau der Tegetthoffbrücke | Treibholz und Unterspülung | ?/?                 | Einsturz | südlich der Tegetthoffbrücke |
| Reichsbrücke in Wien, A                                                                              | 01. August 1976              | Straßenbrücke mit Straßenbahn                                                            | Abscheren eines Pfeilers | 1/0                 | Brücke und ein Lieferwagen zerstört; ein Autobus und einige Schiffe beschädigt                                       | Beton des steinverkleideten Pfeilers war nie untersucht worden, war innerlich zerstört; „höhere Gewalt“ |
| Brücke der Pioniere, Ostrava, Tschechoslowakei                                                       | 25. November 1976            | Straßenbrücke                                                                            | Explosionsunglück | 1/12                | Teileinsturz Brücke, darüber fahrender Oberleitungsbus und PKW zerstört                                              | Eine im Hohlkastenträger der Brücke verlaufende Gasleitung war undicht geworden. Das ausströmende Gas explodierte, als ein Oberleitungsbus und ein PKW die Brücke befuhren. |
| Granville-Bahnbrücke in Sydney, Australien                                                           | 18. Januar 1977              | Auto-Überführung                                                                         | entgleisender Zug beschädigt Pfeiler; Brückeneinsturz | 83/210              | Brücke Totalschaden                                                                                                  | |
| Beki-Brücke, Assam, Indien                                                                           | 30. Mai 1977                 | Eisenbahnbrücke                                                                          | unbekannt | 45/100              | | |
| Fußgängerbrücke über die Gleise der Transsibirischen Eisenbahn am Bahnhof von Puschkino, Sowjetunion | 17. August 1977              | Überführung über Bahnstrecke                                                             | Baufälligkeit und Überlastung der Brücke | ?/?                 | Brücke Totalschaden                                                                                                  | Einsturz der Brücke ereignete sich nach Ankunft von zwei Zügen gleichzeitig am Bahnhof. Die Zahl der Todesopfer und der Verletzten wurde nicht näher bekannt gegeben. Die meisten Opfer starben durch den Aufprall auf den Boden, wurden von Trümmerteilen erschlagen oder durch einen Stromschlag an der Oberleitung der Bahnstrecke getötet. |
| Pont Wilson, Tours, Frankreich                                                                       | 9. und 10. April 1978        | Steinerne Bogenbrücke                                                                    | Abgrabungen im, Senkung des Flussbetts | 0/0                 | Einsturz von insgesamt 6 Bögen                                                                                       | |
| Almöbron nördl. Göteborg bei Stenungsund, Schweden                                                   | 18. Januar 1980              | Bogenbrücke aus Beton                                                                    | Schiffskollision im Nebel | 8/?                 | Totalschaden der Brücke, mehrere Pkw stürzten über die Brückenkante                                                  | Die nach 22 Monaten am 9. November 1981 neu eröffnete Brücke heißt Tjörnbron. |
| Sunshine Skyway Bridge bei Tampa, Florida, USA                                                       | 09. Mai 1980                 | Stahlbrücke                                                                              | Schiffskollision | 35/1                | Totalschaden der Brücke, 6 Pkw und ein Bus stürzen ab                                                                | |
| Liziyida-Brücke, Volksrepublik China                                                                 | 09. Juli 1981                | Eisenbahnbrücke, Stahl-Brücke auf Beton-Pfeilern                                         | Von Schlammlawine weggerissen | mind. 200/146       | Brücke zerstört, Zug stürzt ab                                                                                       | Folgenreichster Eisenbahnunfall in China |
| Töppeln bei Gera, D                                                                                  | 11. August 1981              | Eisenbahnbrücke aus Naturstein                                                           | Unwetterfolge | 0/0                 | Brücke weggespült | Brücke bei Starkregen durch Wassermassen und Treibgut weggespült. Ersatzneubau aus Stahlbeton bis 1984. |
| Rheinbrücke zwischen Lustenau und Höchst, Ortsteil Brugg, Vorarlberg, A                              | 18. Mai 1982                 | Stahlbetonbrücke über den Rhein                                                          | Einsturz des Gerüstes beim Bau | 2/15                | Teil des in Bau befindlichen Mittelsegments wird mitgerissen                                                         | Infolge eines verspäteten Rheinhochwassers wird das Lehrgerüst mitgerissen, 17 Arbeiter stürzen in den Rhein, zwei von ihnen ertrinken. |
| Mianus River Bridge in Greenwich, Connecticut, USA                                                   | 28. Juni 1983                | Autobahnbrücke Interstate 95                                                             | Metall-Korrosion, Materialermüdung, mangelnde Wartung | 3/3                 | 30 Meter-Segment für die Fahrbahnen in nördlicher Richtung stürzt zusammen mit 2 Sattelzügen und 2 PKW in den Fluss. | Versagen einer Bolzen-Hänger-Verbindung zwischen den Fahrbahnplatten durch Korrosion. Ähnliche Schäden wurden danach bei der Harvard Bridge festgestellt. |
| Czernybrücke in Heidelberg, D                                                                        | 26. November 1985            | Straßenbrücke                                                                            | Konstruktionsfehler | 0/0                 | Sachschaden | Am 10. Juli 1913 erbaut, Stahlfachwerkbogenbrücke; neben der alten Brücke sollte ein neues Brückenbauwerk erstellt werden, durch Konstruktionsfehler brach sie während des Baus ein. Anschließend wurde die heutige Brücke errichtet. |
| Ynis-y-Gwas-Brücke, West Glamorgan, Wales, GB                                                        | 04. Dezember 1985            | Straßenbrücke                                                                            | Versagen von Spanngliedern, Einsturz ohne Vorankündigung | ?/?                 | Sachschaden | 1953 erbaut, Segmentbauweise, chloridhaltiges Wasser drang in Fugen ein |
| Brücke über den Schoharie Creek, New York State, USA (1. Einsturz)                                   | 05. April 1987               | Autobahnbrücke Interstate 90 (New York State Thruway)                                    | Unterspülung während Hochwasser | 10/?                | 2 Brückensegmente mit 5 Fahrzeugen abgestürzt                                                                        | 6 Tage später stürzt ein großer Teil der Mill Point Bridge (5 km stromaufwärts) ein |
| Mill Point Bridge, über Schoharie Creek, New York State, USA (2. Brücke)                             | 11. April 1987               | Autobahnbrücke Interstate 90 (New York State Thruway)                                    | Unterspülung während Hochwasser, Einsturz danach (?) | 0/0                 | | 6 Tage nach erstem Einsturz an dieser Interstate, Mill Point Bridge (5 km stromaufwärts); da dieser Abschnitt vorbeugend gesperrt wurde, gab es keine Opfer. 28. August 2011 stürzt die Old Blenheim Bridge über denselben Creek durch Hochwasser ein                                                                                          |
| Mainbrücke Stockstadt, D                                                                             | 30. August 1988              | Brücke der A 3 über den Main                                                             | Planungsfehler, bzw. Fehler in der Ausführung | 1/0                 | Brückenüberbau Totalschaden                                                                                          | Teileinsturz beim Taktschieben |
| Hatchie Flussbrücke (45 Meilen nördlich von Tennessee, also in Kentucky oder Virginia(?), USA)       | 01. April 1989               | Autobrücke                                                                               | veränderliches Flussbett, gealterte Holzpfähle der Gründung | 8/?                 | Brücke Totalschaden                                                                                                  | |
| San Rafael-Brücke, Bundesstaat Sinaloa, Mexiko                                                       | 04., 9. oder 10. August 1989 | Eisenbahnbrücke                                                                          | Die Wassermassen eines nach heftigen Regenfällen überlaufenden Stausees unterspülen die Fundamente der Brücke | 112/205             | Brücke zerstört | |
| Cypress Street Viaduct (Cypress Structure) in Oakland, Kalifornien, USA                              | 17. Oktober 1989             | zweistöckige Hochstraße Interstate 80 aus 1957                                           | zerstört durch Loma-Prieta-Erdbeben | 42/?                | Brücke Totalschaden                                                                                                  | Memorial. Ersetzte eine Brücke aus 1930. Auf veränderter Route einstöckig wiedererrichtet. |
| San Francisco-Oakland Bay Bridge, Kalifornien, USA                                                   | 17. Oktober 1989             | zweistöckige Autobahnbrücke Interstate 80                                                | 15-m-Segment der oberen Fahrbahn durch Loma-Prieta-Erdbeben eingestürzt | 1/?                 | | Wiedereröffnung am 18. November 1989 |
| Brücke über die Melle, bei Gent, Belgien                                                             | Ende März 1992               | Rahmenbrücke, Stahl und Beton                                                            | Wasser und Chlorid drang in unverfüllte Spannglieder ein | ?/?                 | Straßenbrücke | erbaut in den frühen 1950er Jahren, 20 weitere Brücken in dieser Sonderkonstruktions-Serie untersucht |
| Claiborne Avenue Bridge, New Orleans, Louisiana, USA                                                 | 28. Mai 1993                 | vertikale Zugbrücke                                                                      | leerer Schleppkahn kollidiert mit Pfeiler; Einsturz eines 42 m langen Segments mit 2 Fahrzeugen | 1/2 Schwerverletzte | Fluss 2 Tage gesperrt; Brücke 2 Monate gesperrt                                                                      | nach Hurrikan Katrina weitere monatelange Brückensperrung; Wiedereröffnung nach Rekonstruktion Anfang 2006 |
| Brücke über den Big Bayou Canot bei Mobile, Alabama, USA                                             | 22. September 1993           | Drei Sektionen: Fachwerkgitterbrücke, Stahlträgerbrücke, Holzbohlenbrücke                | vorangegangene Kollision eines Schubverbandes | 47/103              | Einsturz des mittleren Segments, Zug in Fluss gestürzt                                                               | Die Drehbrückenfunktion wurde nicht blockiert, aber ein durchgehendes Gleis über die Brücke verlegt. |
| Stari most (dt. Alte Brücke), Mostar, Bosnien und Herzegowina                                        | 9. November 1993             | Steinbogenbrücke                                                                         | Granatenbeschuss durch Kroaten, Sprengladungen im Bosnienkrieg | 0/0                 | Brücke aus 1566, über die Neretva                                                                                    | Rekonstruktion 1996–2004, Weltkulturerbe seit 2005 |
| Te Rata Bridge, King Country, Neuseeland                                                             | 22. März 1994                | freitragende Flussbrücke                                                                 | mangelnde Wartung | 1/0                 | Brücke Totalschaden                                                                                                  | |
| Seongsu-Brücke in Seoul, Südkorea                                                                    | 21. Oktober 1994             | freitragende Flussbrücke                                                                 | strukturelle Fehler (falsch geschweißter Stahl); 48-m-Segment stürzt ein | 32/17               | Brücke Totalschaden                                                                                                  | Reparatur aufgrund struktureller Fehler nicht möglich; Neubau am 15. August 1997 abgeschlossen |
| Tennesseebrücke bei Clifton, Tennessee, USA                                                          | 16. Mai 1995                 | Balkenbrücke aus Stahl mit max. 160 m Stützweite                                         | Stabilitätsversagen während der Montage | 1/2                 | Brücke Totalschaden                                                                                                  | |
| Koror–Babeldaob Bridge, Palau                                                                        | 26. September 1996           | Spannbetonbalkenbrücke mit 241 m Stützweite                                              | Systemänderung; Brückeneinsturz | 2/4                 | Brücke Totalschaden                                                                                                  | Einsturz nach Umbau von Kragsystem in Durchlaufträgersystem |
| Eschede, D                                                                                           | 03. Juni 1998                | Straßenbrücke                                                                            | Zugkollision (ICE-Unfall von Eschede) | 101/105             | | Durch Zuganprall auf die Mittelpfeiler stürzte die Brücke ein |
| San Stefano Brücke, Taormina, Sizilien, Italien                                                      | 03. Juni 1999                | Staatsstraße 114                                                                         | Korrosion an Spannseilen bis zum Versagen, Lochfrass induziert durch Chlorid eventuell aus Sprühnebel vom 50 m nahem Meer | ?/?                 | | Einsturz eines 18,5 m langen Brückenfeldes, mangelhafte Ausführung, keine Kontrolle |
| Private Brücke in Concord, North Carolina, USA                                                       | 21. Mai 2000                 | Fußgängerbrücke über Richtungsfahrbahn, Spannseile in Beton                              | Korrosion von Spannseilen aus Stahl durch als Abbindebeschleuniger dem Beton zugesetztes Calciumchlorid (CaCl2) | 0/> 100             | Einsturz eines 24 m langen Teilstücks                                                                                | Baujahr 1995, CaCl2 war in den meisten Ländern damals schon als Stahlbetonzusatz verboten |
| Kaohsiung-Pingtung-Brücke, Republik China                                                            | 27. August 2000              | Mehrspurige Straßenbrücke                                                                | Möglicherweise Nachwirkung des Jiji-Erdbeben | 0/22                | 100 Meter langes Teilstück der 1,9 km langen Brücke                                                                  | |
| Hoan-Brücke in Milwaukee, Wisconsin, USA                                                             | 13. Dezember 2000            | Autobahn-Stahlbetonbrücke Interstate 794                                                 | Fahrbahnabsenkung; als Ursache wird hohe Verkehrsbelastung bei niedrigen Temperaturen angenommen | 0/0                 | | betroffener Bereich wird gesprengt und neu aufgebaut |

### 21. Jahrhundert
| Bauwerk, Ort | Datum                                                                | Bauart, Nutzung der Brücke | Ursache | Tote / Verletzte                                                                                         | Sachschaden | Anmerkungen |
| --- | -------------------------------------------------------------------- | --- | --- | --- | --- | --- |
| Ponte Hintze Ribeiro bei Castelo de Paiva, Portugal | 04. März 2001                                                        | Straßenbrücke über den Rio Douro in Portugal | Die Brücke war 1888 gebaut, nur einspurig befahrbar und für die Belastung von Autos und Lkws nicht ausgelegt. Sie galt seit langem als einsturzgefährdet. | ca. 77/?                                                                                                 | Totalschaden der Brücke, ein Reisebus und mehrere PKWs stürzten in die Tiefe. | Anwohner hatten die Brücke im Januar blockiert und einen Neubau gefordert. Ausgerechnet am Tag des Unfalls sollten zwei der Blockierer vor Gericht gestellt werden. |
| Queen-Isabella-Causeway in Texas, USA | 15. September 2001                                                   | Auto-Betonbrücke über Laguna Madre | 4-teiliger beladener Schubverband läuft gegen Pfeiler; Einsturz von 3 Segmenten mit über 70 m Gesamtlänge, 2 weitere strukturell irreparabel beschädigt | 8/13 Überlebende                                                                                         | Zerstörung der einzigen Verbindung zur Insel South Padre – einschließlich Strom- und Frischwasserleitungen; mehrere Fahrzeuge fuhren über die Brückenkante                                                             | Da die Beschädigung nahe der höchsten Stelle der Brücke war, war diese für Fahrzeugführer nicht zu erkennen. |
| Autobahn-Brücke in Webbers Falls, Oklahoma, USA | 26. Mai 2002                                                         | Autobahn-Betonbrücke über den Arkansas River; Interstate 40 | Schleppverband läuft gegen Pfeiler; Einsturz von 180-m-Segmenten | 14/? | Umleitung für 20.000 Fahrzeuge am Tag erforderlich | Freigabe nach Reparatur am 29. Juli 2002 |
| Eisenbahnbrücke, Xi’an, Volksrepublik China | 9. Juni 2002                                                         | Eisenbahnbrücke der Bahnstrecke Lianyungang–Lanzhou über den Bahe-Fluss                                                                                            | Ein Hochwasser reißt die Brücke um | 0/0 | Komplette Zerstörung der Brücke | Neubaubeginn am 20. Juni 2002 |
| Straßenbrücke, Nittenau, Deutschland | 26. Juni 2002                                                        | Eine im Bau befindliche Brücke über den Fluss Regen stürzt während der Schalungsarbeiten ein.                                                                      | Versagen der Tragkonstruktion | 0/10 | | |
| Alte Muldebrücke Grimma, D | 13. August 2002                                                      | Straßenbrücke über die Mulde (Fluss) | Das Elbehochwasser 2002 („Jahrhundertflut“) brachte einen Teil der Fahrbahn zum Einsturz. | 0/0 | | Beginn der Rekonstruktion im Herbst 2009 – am 20. August 2012 wiedereröffnet. |
| Burgenland Schnellstraße S31, Neutal, AUT | 22. Oktober 2002                                                     | Straßenbrücke | Einsturz eines 700 Tonnen schweren Schalgerüsts während des Bauphase der Brücke | 2/11 | | |
| Kinzua-Brücke in Pennsylvania, USA | 21. Juli 2003                                                        | historische Stahl-Eisenbahnbrücke | baufälliger Zustand, Korrosion; durch Tornado (160 km/h) 11 der 20 Pfeiler eingestürzt | 0/0 | | Sperrung für Züge erfolgte am 27. Juni 2002; für Fußgänger am 23. August 2002 |
| Tianzhuangtai-Brücke über den Fluss Liaohe in NO-China, VR China | 10. Juni 2004                                                        | Straße, Stahlbeton | ? | ?/? | Mittelteil eines Feldes zwischen zwei Pfeilern weggebrochen | [ 33 ] |
| Loncomilla-Brücke bei San Javier, Chile | 28. November 2004                                                    | Auto-Betonbrücke über Fluss Maule | mangelnde Gründung (nicht auf Fels) | 0/8 | Brücke teilweise eingestürzt | Reparatur erfolgt |
| Brücke bei Valigonda, Andhra Pradesh (heute: Telangana), Indien | 29. Oktober 2005                                                     | Eisenbahnbrücke | Brücke wird nach Dammbruch weggerissen | 114/200                                                                                                  | Brücke zerstört, Zug stürzt ab | |
| Almuñécar, Provinz Granada, Spanien | 07. November 2005                                                    | Autobahnbrücke | Bauunfall, Ursache noch unklar | 6/3 | | Bauunfall; Absturz eines 60 m langen Teilstücks etwa 50 m tief |
| Viadukt 1 der Autobahnbrücken Caracas – La Guaira in Tacagua, Venezuela | 19. März 2006                                                        | Autobahn-Überführung | kompletter Einsturz durch Erdrutsche | 0/0 | Brücke Totalschaden; Caracas von Küstenregion abgeschnitten | abgerissen; Neubau am 21. Juni 2007 eröffnet |
| De La Concorde-Überführung bei Montreal, Quebec, Kanada | 30. September 2006                                                   | Autobahn-Überführung | Ursache unbekannt; möglicherweise Korrosion durch Einsatz von Streusalz | 5/6 Schwerverletzte                                                                                      | Einsturz eines 20-m-Segments; Autobahn vier Wochen gesperrt | |
| Fußgängerüberführung im Bahnhof Bhagalpur, Indien | 01. Dezember 2006                                                    | Gemauerte Bogenbrücke | Teilabriss destabilisiert das Bauwerk, das einstürzt | 35/17 | Brücke Totalschaden | Der noch nicht abgerissene Brücken-Rest stürzt auf einen darunter fahrenden Zug. |
| as-Sarrafiya-Brücke in Bagdad, Irak | 12. April 2007                                                       | Straßenbrücke über den Tigris | zerstört durch LKW-Bombe | 10/26 (wahrscheinl. mehr)                                                                                | | Vorschäden durch amerikanische Bombardierungen im Zweiten Golfkrieg 1991 |
| Autobahnbrücke über den Westfluss (Xijiang) in Foshan, Guangdong, China | 15. Juni 2007                                                        | Autobahnbrücke | Schiffskollision; Segment eingestürzt | 8/? | | |
| Brückeneinsturz in Minneapolis, USA | 01. August 2007                                                      | Autobahnbrücke | Materialermüdungen des Tragwerks | 13/100                                                                                                   | | |
| Autobahnbrücke über Fluss Jiantuo, Hunan, China | 13. August 2007                                                      | Autobahnbrücke | ? | mind. 22/22                                                                                              | | |
| Cần-Thơ-Brücke über den Mekong-Arm Hậu Giang, Cần Thơ, Vietnam | 26. September 2007                                                   | Straßenbrücke | Einsturz von 90 m langen und in 30 m Höhe liegendem Teilstück (Zufahrtsrampe) während der Bauphase | ca. 52/140                                                                                               | | |
| Studénka, Tschechien, Eisenbahnunfall von Studénka, Tschechien | 08. August 2008                                                      | Straßenbrücke | überlastetes Hilfstragwerk während des Einbaus der Brücke | 8/64 | Zug fuhr in eine während des Einbaus eingestürzte Straßenüberführung. | Einsturz führte zum schwersten Eisenbahnunfall in der tschechischen Geschichte. |
| Old Blenheim Bridge, über Schoharie Creek, New York State, USA (3. Einsturz an diesem Creek) | 28. August 2011                                                      | gedeckte Brücke (Autobahnbrücke?) | durch Hochwasser | ?/? | | Gut 24 Jahre davor, am 11. April 1987 stürzte am selben Creek die Mill Point Bridge ein. |
| Brückeneinsturz von Kurimany, Slowakei | 02. November 2012                                                    | Straßenbrücke | überlastetes Hilfstragwerk während des Einbaus der Brücke | 4/11 | | Brücke sollte die Autobahn D1 überspannen |
| Brücke in Ayutthaya, Tha Ruea, Thailand | 28. April 2013                                                       | Hängebrücke, Straßenbrücke (für kleine Fahrzeuge) | Bruch eines Tragseils nach Reparaturarbeiten | 5/15 | Brücke Totalschaden, einige Motorräder | [ 34 ] [ 35 ] |
| Brücke E6, Trondheim, Norwegen | 08. Mai 2013                                                         | Spannbetonbrücke | Einsturz während des Baus | 2/6 | Brücke Totalschaden | [ 36 ] |
| Harmony Ridge Bridge, San Saba (Texas), Texas, USA | 19. Mai 2013                                                         | Trestle-Brücke | Brand | 0/0 | Brücke Totalschaden | [ 37 ] [ 38 ] |
| Fußgängerbrücke in Oruro, Bolivien | 01. März 2014                                                        | ? | Einsturz während Karnevalsumzug des Karnevals von Oruro | 5 / Dutzende                                                                                             | Brücke bricht unter dem Gewicht der Zuschauer ein und stürzt auf eine Musikgruppe. | [ 39 ] |
| Vilemov, Tschechien | 05. September 2014                                                   | ? | | 4 | Bauarbeiten? | welt.de |
| Brückeneinsturz von Frohnleiten, Steiermark, A | 21. Februar 2015                                                     | S35 (Brucker Schnellstraße), Autostraße, eine gesperrte Richtungsfahrbahn                                                                                          | Einsturz während Neuerrichtung | 0/0 | Ursache unbekannt, Bahngleise der Südbahn unter der Brücke wurden zerstört. | Einsturz eines Brückenfelds einer Richtungsfahrbahn kurz nach Passieren eines Zuges darunter. |
| Friesenbrücke bei Weener, Niedersachsen, D | 03. Dezember 2015                                                    | Stahlfachwerkbrücke mit Rollklappbrücke, Eisenbahn und Geh- und Radweg über Gewässer                                                                               | Kollision mit dem Küstenmotorschiff Emsmoon | 0/0 | Brücke irreparabel, Schiff leicht beschädigt | Neubau voraussichtlich als Drehbrücke geplant |
| Talbrücke Schraudenbach, A7 bei Schraudenbach, D | 15. Juni 2016                                                        | Autobahnbrücke | Teileinsturz während Ersatzneubau | 1/15 | Segment des Neubaus eingestürzt. | Konstruktionsfehler: Das Traggerüst hat dem Gewicht eines Bausegments nicht mehr standgehalten. |
| Autobahnbrücke im Bezirk Raigad, im Südwesten von Indien | 05. August 2016                                                      | Autobahn, Brücke aus Kolonialzeit | Einsturz | mind. 18 Tote                                                                                            | Der Savitri-Fluss unter der Brücke führte Hochwasser. | 2 Busse und mind. 1 Pkw stürzten in den Fluss. |
| Einsturz der Alten Ackermannbrücke in Augsburg, D | 05. August 2016                                                      | Straßenbrücke über die Wertach | Einsturz | 0/3 | Abrissarbeiten | 3 Arbeiter wurden beim Einsturz eines Teilstücks der Alten Ackermannbrücke in die Wertach verletzt. |
| Schnellstraßenüberführung bei Lecco, Italien | 28. Oktober 2016                                                     | Straßenbrücke über die Schnellstraße Mailand-Lecco (SS36) | Einsturz | 1/5 | Ein angemeldeter Schwerlastzug mit über 100 Tonnen Gesamtgewicht überfuhr die Brücke. | Ein LKW und der Mittelteil der Brücke stürzte auf die Fahrbahn der Schnellstraße und einen durchfahrenden PKW. |
| Brücke über die Autostrada A14 in Camerano, Italien | 09. März 2017                                                        | Straßenbrücke über die Autobahn A14 | Einsturz | 2/5 | Einsturz | Einsturz während Instandhaltungsarbeiten, 1 Ehepaar tot, unter 5 Verletzten 2 Arbeiter einer Straßenbaufirma. |
| Trojská lávka, Prag, Tschechien | 02. Dezember 2017                                                    | Spannseilbrücke | wird untersucht; Seile waren korrodiert | 0/4 | Brücke Totalschaden | |
| Chirajara-Brücke, rund 60 km südöstlich von Bogotá, Kolumbien | 15. Januar 2018                                                      | Schrägseilbrücke, Teilstück der Nationalstraße 40 zwischen Bogotá und Villavicencio                                                                                | Einsturz während des Baus | mind. 10/8                                                                                               | Einsturz eines der beiden Pylone samt Teilstück der Fahrbahn | Kurz vor dem Lückenschluss stürzte der Pylon mit einem 200 m langen Teilstück der Fahrbahn ein. |
| Fußgängerbrücke, Sweetwater, nahe Miami, Florida, USA | 15. März 2018                                                        | Fußgängerbrücke zum Campus der FIU über eine 7-spurige Straße | Das 53 m lange, 950 t schwere Stahlbeton-Modul war am 10. März 2018 eingehoben worden. Bruch vom Fußknoten der Enddiagonalen vom Überbau am Nordende nach unzulässigem Nachspannen der Spannlitze im unverpressten Hüllrohr der Druckstrebe im Bauzustand. | mind. 9/9                                                                                                | Das Tragwerk brach und begrub 8 durchfahrende Autos unter sich. | Eröffnung war Anfang 2019 geplant, Baukosten 11,4 Mio. USD. (9,2 Mio. €) |
| Myaungmya-Brücke, Rangun, Myanmar | 02. April 2018                                                       | Straßenbrücke / Flussquerung: Straßenverbindung der Städte Myaungmya und Labutta in Richtung Pathein und Rangun                                                    | Veraltete Konstruktion / Konstruktionsfehler: Der letzte Abschnitt der Tragseile wurde mit Beton ummantelt. Dadurch war die Inspektion des Tragseils und der aufnehmenden Konstruktion nicht möglich. | 2/0 | Riss der unbemerkt korrodierten Tragseile führte zum Einsturz der Brücke. | Zwei Insassen eines LKW ertranken im Fluss Irrawaddy. |
| Autobahnbrücke, Bologna, Italien | 06. August 2018                                                      | Autobahnbrücke, Teil der Autostrada A14 | Gefahrguttransporter fährt am Stauende auf, Explosion | 1 / mehrere Dutzend                                                                                      | Teileinsturz der Brücke im Explosionsbereich | [ 54 ] [ 55 ] |
| Polcevera-Viadukt, Genua, Italien | 14. August 2018                                                      | Innerstädtische Autobahnbrücke, Beginn der Autostrada A10 | Korrosion an den Tragseilen | mind. 43/15                                                                                              | Der westliche Pylon samt ca. 250 m langem Teilstück der Fahrbahn stürzte ein. | [ 56 ] [ 57 ] [ 58 ] [ 59 ] |
| Nanfang'ao-Brücke, Su’ao, Landkreis Yilan, Republik China (Taiwan) | 01. Oktober 2019, 09.30 Uhr UTC+8                                    | Brücke über die Einfahrt des Fischereihafens Nanfang'ao, aus 1998, verstärkt 2018                                                                                  | Am Vortag Typhoon Mittag, am selben Morgen um 01.54 Uhr Erdbeben der Magnitude 3,8, Öltank-Lkw passiert unvollständig. Eine Brückengründung bricht, Abhängeseile reißen, der Bogen darüber bleibt stehen. | mind. 4 Tote/20                                                                                          | Von Stahlbogen abgehängte 140 m lange Brückenfahrbahn fällt auf mind. 3 Fischerboote, 400 Fischerboote im Hafen eingeschlossen                                                                                         | Fischerboote werden versenkt und unter Wasser gehalten, Öltank-Lkw fällt ins Wasser und brennt. Bilder von Überwachungskamera. |
| Brücke bei Mirepoix-sur-Tarn, Frankreich | 18. November 2019, ca. 08.15 Uhr                                     | Hängebrücke, Straßenbrücke | Überlast durch 45-t-Schwertransporter bei zulässiger Nutzlast von 19 t | 2/3 | Totalschaden Brücke | Absturz von mind. zwei Fahrzeugen in den Fluss Tarn |
| Brücke Madonna del Monte, Provinz Savona, Italien | 24. November 2019                                                    | Hangbrücke, Viadukt der Autobahn A6 Turin-Savona | Mure von Hügel oberhalb, lässt 30 m langes Stück der Hangbrücke abrutschen | 0/0 | Totalschaden | Autobahnabschnitt wurde gesperrt. |
| Fischerpfadbrücke bei Auggen, Baden-Württemberg, Deutschland | 2. April 2020                                                        | Stahlbeton-Straßenbrücke über Eisenbahnstrecke Mannheim–Basel | Brücke war im Rückbau, Segmente waren bereits herausgesägt und wurden während der Abbruch-Pause bei laufendem Bahnbetrieb durch Not-Halterungen unzureichend gesichert. Abscherung von Halterungen, südliches Segment (140 t) stürzt auf Bahnstrecke. | 1/10 Triebfahrzeugführer getötet, 2 Passagiere des Begleitwagens schwer und 8 Passagiere leicht verletzt | Lokomotive 485 004 (BLS Cargo) des mit 86 km/h in das Trümmerteil fahrenden Güterzuges im Frontbereich total zerstört, später verschrottet. Begleitwagen und Ladung (LKW – „Rollende Landstraße“) des Zuges beschädigt | Meldung zum Unglück mit letztem Foto des Zuges wenige Minuten vor dem Zusammenstoß mit dem Brückenteil Video von den Aufräumarbeiten Letzter Gruß von Triebfahrzeugführern am Unglücksort Bericht der Bundesstelle für Eisenbahnunfalluntersuchung                                                                                   |
| Brücke Albiano Magra über den Fluss Magra auf der Staatsstraße 330 (in diesem Abschnitt früher als Provinzstraße 70 bezeichnet), östlich von Albiano Magra, Provinz Massa-Carrara, Italien                                                                  | 08. April 2020                                                       | Straßenbrücke | | 0/1 | Totalschaden | Die Statik wurde zuvor von der seit 2019 für den Unterhalt zuständigen ANAS trotz Hinweisen lokaler Behörden auf Schäden als unbedenklich bezeichnet. |
| Kunkenmühler Brücke über den Dortmund-Ems-Kanal in Emsbüren-Moorlage, Niedersachsen | 11. Mai 2020, vormittags                                             | Wirtschaftswegbrücke | Einsturz, Schiffskollision | 0/0 | Totalschaden | Aufgrund fehlenden Ballastwassers ragte das Schiff zu hoch aus dem Wasser und schob die Brücke von den Widerlagern in den Kanal. |
| Brücke mit Stützweite von 25 Metern in Petzenkirchen über Ortsumfahrung Wieselburg, Niederösterreich | 07. Juni 2020, Nachmittag                                            | Wirtschaftsweg- und Wildbrücke einer Umfahrung | Einsturz wegen Fehlers bei der Berechnung der Brückenstatik | 0/0 | Totalschaden | 2019 für die noch nicht freigegebene Umfahrung Wieselburg errichtet. |
| Union Pacific Salt River Bridge über den Tempe Town Lake in Tempe, Arizona | 29. Juli 2020                                                        | Eisenbahnbrücke | Teileinsturz nach Zugunglück (Entgleisung) auf der Brücke mit anschließendem Brand | 0/0 | Teileinsturz | Die Brücke wurde von der Union Pacific Railroad wieder aufgebaut. |
| Forbes-Avenue-Brücke über den Frick Park im Osten von Pittsburgh („City of Bridges“), Pennsylvania, USA | 28. Januar 2022, morgens kurz vor 7.00 Uhr UTC–5                     | vierspurige Straßenbrücke über Naturschutz-Erholungspark und Waldfriedhof                                                                                          | Einsturz der schneebedeckten Brücke samt einem Linien-Gelenkbus der Port Authority und 4 Pkw auf den bis zu fast 20 m tiefer liegenden Park | 0/4 | Einsturz auf einer Länge von zumindest 100 m | Im Zuge der COVID19-Pandemie herrschte weniger Verkehr. Ein Gasleck trat auf. Der Bus und ein Pkw kamen auf geneigten Fahrbahnschollen zum Stehen. |
| Straßenbrücke über den Fluss Gudbrandsdalslågen in Tretten, Gemeinde Øyer, Norwegen | 16. August, ? Uhr (UTC+2)                                            | 10 m breite Brücke mit 2 Kfz-Spuren und Fußweg über den Fluss. Gittertragwerk aus Holz, steife Fahrbahnplatte                                                      | Einsturz der Holzbrücke samt einem Lkw und einem Pkw etwa 10 m tief in den Fluss mit etwa 1 m Wasserstand. Der Lkw-Fahrer wurde per Heli gerettet, der Pkw-Fahrer konnte sich selbst retten. | 0 (?) | Einsturz auf der gesamten Länge von 148 m | Das Tragwerk brach nahe den Brückenköpfen, die Fahrbahnplatte hingegen in der Mitte. |
| Eisenbahnbrücke der Kangra Valley Railway über den Fluss Chakki Khad nahe Pathankot im Distrikt Kangra, Himachal Pradesh, Indien | 20. August 2022, (UTC+5:30)                                          | Eisenbahnbrücke | Hochwasser | 0 | Ein Pfeiler stürzte um. Die beiden Brückenelemente, die von dem Pfeiler getragen wurden, stürzten daraufhin ebenfalls in die Tiefe.                                                                                    | Die Brücke war etwa 100 Jahre alt. |
| Fußgängerbrücke über den Machchhu in Morbi, Bundesstaat Gujarat im Westen von Indien | 30. Oktober 2022, abends (UTC+5:30)                                  | Fußgängerbrücke | Seilriss der Hängebrücke durch Überlastung | >140 (Stand 31.10. mittags)                                                                              | Brückeneinsturz in Morbi 2022 | Die Brücke aus 1879 war monatelang saniert worden und wurde zu Neujahr am 26. Oktober ohne vorhergehende Sicherheitsüberprüfung wieder geöffnet. Die Brücke war nur für eine Last von 125 Menschen konstruiert und brach unter der Last von 400 – fast 500 Menschen. Rituale im Zusammenhang mit dem hinduistischen Fest Chhath Puja |
| Fußgängerbrücke in Espoo in Finnland | 11. Mai 2023                                                         | Behelfsbrücke | Ursache des Einsturzes ist noch unbekannt. | mehr als 24 verletzt                                                                                     | [ 82 ] [ 83 ] [ 84 ] | Vor allem Schulkinder wurden verletzt. |
| Autobahnbrücke in Philadelphia, Pennsylvania, USA | 11. oder frühmorgens (Ortszeit) 12. Juni 2023 UTC–5                  | Autobahnbrücke | Tanklastwagen brennt unter der Brücke der Interstate 95 stehend, Brücke wird gesperrt, stürzt teilweise ein. Eingestürzt ist die Richtungsfahrbahn nordwärts mit 4 Spuren. Southbound ist gesperrt, weil geschädigt. | ? | [ 85 ] | Feuer unterhalb |
| Eisenbahnbrücke über den Yellowstone River, Columbus, Montana, USA | 24. Juni 2023                                                        | Eisenbahnbrücke | Brücke brach aus ungeklärten Gründen zusammen, als ein mit Asphalt und flüssigem Schwefel beladener Zug sie passierte. Mindestens acht Waggons entgleisten oder stürzten in den Fluss. | 0 | [ 86 ] [ 87 ] | Ursache noch unbekannt. |
| Straßenbrücke über den Malan River, Kotdwar, Uttarakhand, Indien | 12. Juli 2023                                                        | Straßenbrücke | Brücke brach nach starken Regenfällen und Hochwasser zusammen. Die Brücke stellt eine wichtige Verkehrsverbindung zwischen Kotdwar und Dehradun dar. | 0 | [ 88 ] | Zusammenbruch infolge Hochwasser. |
| Eisenbahnbrücke der Dovrebanen über den Lågen bei Ringebu, Norwegen (Randklev Brücke) | 14. August 2023                                                      | Stahlfachwerkbrücke für eine Eisenbahnlinie | Eisenbahnbrücke der Dovrebanen über den Lågen bei Ringebu, die Randklev Brücke, wird nach starken Regenfällen und Hochwasser Anfang August 2023 beschädigt und daraufhin am 7. August 2023 gesperrt. Aufgrund der Beschädigungen brach sie am 14. August zusammen. Bilder zeigen, dass zwei Fachwerkfelder an der Verbindungsstelle wegen eines nicht mehr vorhandenen Pfeilers im Wasser liegen. | 0 | [ 89 ] [ 90 ] [ 91 ] | Zusammenbruch infolge Hochwasser. |
| Lochem, Niederlande (Ost) | 21. Februar 2024                                                     | | Einsturz während des Baus | Mind. 2 Tote                                                                                             | [ 92 ] | |
| Lixinsha-Straßenbrücke (Li Xin Sha Da Qiao) in Nansha, 5 km SSO des Stadtzentrums von Guangzhou, Provinz Guandong, Süd-China über den 500 m breiten Hongqili Shuidao (Waterway). Guangzhou im Perlflussdelta ist ein Verkehrsknoten der Hochseeschifffahrt. | 22. Februar 2024, 05.30 Uhr Ortszeit UTC+8                           | | Unbeladenes Frachtschiff kollidierte mit Brückenpfeilern, ein Tragwerksteil, 1 Bus, 3 Autos und 1 Motorrad fielen in das Schiff und ins Gewässer, Wasser rann aus einer Leitung in der Brücke in den Frachtraum des Containerschiffs, das diagonal unter der Brücke mit Kontakt zu zwei Pfeilern (einer davon leicht gekippt) zu stehen kam.                                                      | Mind. 5 Tote                                                                                             | [ 93 ] [ 94 ] | Seit 2022 geschahen Vorarbeiten zur Verstärkung der Brücke. Ein Kollisionsschutz an Pfeilern war geplant. |
| Francis Scott Key Bridge, Baltimore, Maryland, USA | 26. März 2024, 01.28 Uhr Ortszeit UTC–5                              | Autobahnbrücke mit Stahl-Fachwerk | Das beladene Containerschiff Dali kollidierte mit einem Brückenpfeiler | 6 Tote, 1 Verletzter                                                                                     | | |
| Straßenbrücke über Bahnstrecke, Wjasma, Russland | 8. April 2024                                                        | Betonbrücke über die Bahnstrecke Moskau – Smolensk (– Minsk) | Maroder Zustand der Brücke, möglicherweise in Kombination mit Bodenabsenkungen während des Tauwetters | 1/6 | Vier Sektionen der Brücke stürzen auf die Bahnstrecke; Bahnstrecke, Oberleitung und andere Stromleitungen sowie eine Gasleitung beschädigt, Zugverkehr unterbrochen                                                    | Maroder Zustand der Brücke war seit mindestens 2018 bekannt, Mittel für Reparatur waren bereitgestellt |
| Ponte di Visletto, Kanton Tessin, Schweiz | 30. Juni 2024                                                        | Strassenbrücke der Hauptstrasse 407 | Teileinsturz nach Hochwasser der Maggia (während Unwetter in der Schweiz im Sommer 2024) | | [ 96 ] | Zusammenbruch infolge Hochwasser |
| Straßenbrücke im Kreis Zhashui der Stadt Shangluo, Shaanxi, Volksrepublik China | 19. Juli 2024, 20.40 Uhr Ortszeit (UTC+8)                            | Autobahnbrücke | Infolge starker Regenfälle brach ein Teilstück einer Autobahnbrücke nahe Shangluo ein und stürzte in einen Fluss. Rund 20 Fahrzeuge auf der Brücke fielen in die Tiefe. | mind. 38 Tote, 24 Vermisste                                                                              | [ 97 ] | Zusammenbruch infolge Hochwasser |
| Phong-Châu-Brücke über den Roten Fluss, in der Provinz Phú Thọ, Vietnam | 9. September 2024                                                    | Stahlfachwerkbrücke, Straßenbrücke | Hochwasser infolge des Taifuns Yagi | 8 Vermisste                                                                                              | mehrere Autos, Lastwagen und Motorräder fielen in den Fluss | |
| Brückenzug C der Carolabrücke in Dresden, Deutschland | 11. September 2024, 02:58 Uhr Ortszeit (UTC+2)                       | Straßenbahn-/Fußgängerbrücke | Korrosion der Stahlbewehrung des Betons | 0/0 | Zwei Fernwärmeleitungen. Fernwärme für Dresden zeitweise unterbrochen. | |
| Die alte und die neue, in Bau befindliche Brücke über den Michelbach in Böheimkirchen, NÖ, Österreich | 15. September 2024, ? Uhr Ortszeit (UTC+2)                           | Straßenbrücken, eine davon gerade erst im Bau | | 0/0 | Bei Hochwasser in NÖ nach Starkregen und Kran umgestürzt | |
| Brücken in Osteuropa (Polen, Tschechien, Slowakei) | 15. September 2024, ? Uhr Ortszeit (UTC+2)                           | | | ? | Bei Hochwasser nach Starkregen | |
| Brücke in Klosterneuburg, Niederösterreich | 16. September 2024, vor 09.46 Uhr Ortszeit (UTC+2)                   | | | ? | Bei Hochwasser nach Starkregen | |
| Red Bridge in Kamloops über den South Thompson River, British Columbia, Kanada | 19. September 2024, nachts um 03.30 Uhr Ortszeit (Sommerzeit, UTC−7) | Straßenbrücke aus Holz aus 1936 | | ? | Nach ca. 20 min Brand eingestürzt. | |
| In/bei Stadt Anseong, Südkorea | 25. Februar 2025, um 09.50 Uhr Ortszeit (UTC+9)                      | Betonbrücke in Bau für Autobahn | | 4/6 | Während der Bautätigkeit sind mehrere horizontal erstreckten Elemente von den 50 m hohen Pfeilern herabgestürzt. | Die neu auf die Pfeiler eingeschobenen Elemente, die knickten und stürzten, waren wohl Schalungselemente aus Stahl für noch zu gießende Stahlbetonträger. |
| Betonbrücke der Autobahn E42 bei La Louvière, in der Nähe des Ortes Mons, über den Canal du Centre, Belgien | 6. März 2025, 14.00 Uhr Ortszeit (UTC+1)                             | Brückentragwerk während Abbrucharbeiten mittig gebrochen und abgestürzt. Eine Hälfte fiel auf einen Lastkahn, der hier im Wasser lag um Abbruchstücke aufzunehmen. | | 1 / 2 (3)                                                                                                | Baumaschinen, darunter ein Bagger mit Abbruchmeisel eingestürzt. | Alle Verletzten, einer von ihnen starb, befanden sich am Schiff. |
| Stahlbetonbrücke über eine Straße in Auwiesen, Kleinmünchen, Linz | 16. Juli 2025, vor 9.15 Uhr Ortszeit (UTC+2)                         | Fußgängerübergang quer über Straße | Ein zur Unterfahrt ankommender Lkw stößt mit hinter dem Fahrerhaus montiertem, nicht ganz eingefaltetem Ladekran an die Unterkante einer Breitseite des Haupt-Brückentragwerks. Dieses 50 t schwere Element wurde durch den Stoß aus den Lagern gehoben/geschoben, sodass es mit der anderen Breitseite um 45° nach unten kippte, das Fahrerhaus eindrückte und beide Insassen einklemmte.        | (–) / 2                                                                                                  | Brücke, Lkw | Alle Verletzten waren im Lkw. Niemand befand sich auf der Brücke. Vor der Bergung der Verletzten wurde das absturzgefährdete Element unterbaut und mit zwei Mobilkränen mittels Kettenschlaufen etwas angehoben. Der Zweite, der Beifahrer wurde erst kurz vor Mittag geborgen.                                                      |
| Bauwerk, Ort | Datum                                                                | Bauart, Nutzung der Brücke | Ursache | Tote / Verletzte                                                                                         | Sachschaden | Anmerkungen |